# آندرئا د چزاریس
آندرئا د چزاریس (ایتالیایی: Andrea de Cesaris؛ زادهٔ ۳۱ مهٔ ۱۹۵۹ در رم، درگذشتهٔ ۵ اکتبر ۲۰۱۴ در رم) رانندهٔ مسابقات اتومبیل‌رانی فرمول یک اهل ایتالیا بود که از فصل ۱۹۸۰ تا ۱۹۹۴ در مجموع در ۲۱۴ گراند پری شرکت کرد.
او در طول دوران فعالیت خود در فرمول یک، ۱ بار مسابقه را از پول پوزیشن آغاز کرد و در ۱ مسابقه موفق شد سریع‌ترین زمان طی یک دور پیست را به نام خود ثبت کند. او در این مسابقات ۵ بار بر روی سکو رفت و ۵۹ امتیاز را به نام خود به‌ثبت رساند.
چزاریس در ۵ اکتبر ۲۰۱۴ بر اثر تصادف جاده‌ای با موتورسیکلت شخصی در رم درگذشت.